# Rosina (Vorname)
Rosina, auch Rosine, ist ein weiblicher Vorname.

## Herkunft und Bedeutung
Rosina und Rosine sind Nebenformen von Rosa. Daher ist der Name lateinischen Ursprungs und bezieht sich auf die Rose. Der Vorname wird meist als italienische Koseform von Rosa angesehen. Allerdings war er bereits ab dem 16. Jahrhundert in Deutschland, insbesondere in Württemberg und Sachsen, stark verbreitet. Diese Beliebtheit hielt bis Ende des 19. Jahrhunderts an. Offenbar mit der Verbreitung des zuvor eher norddeutschen Wortes Rosine für eine getrocknete Weinbeere (Traube) verschwand der Name weitgehend. Zuvor waren Rosinen in Süddeutschland meist als Zibebe bezeichnet worden.
Weiterhin verbreitet ist der Name im rätoromanischen Sprachgebiet der Schweiz.

## Namenstag
Namenstag ist der 11. März, an dem der Märtyrerin Rosina von Wenglingen, auch Euphrosyne oder Rosamunde genannt, gedacht wird.
Über das Leben der Rosina ist wenig bekannt. Sie soll als Einsiedlerin in Wenglingen im Allgäu gelebt haben. In Wenglingen gibt es seit 1679 eine ihr geweihte Rosinakapelle.

## Wetterregeln
- Bringt Sankt Rosina Sturm und Wind, ist Rosamunde (2. April) uns gelind.
- Bringt Rosamunde Sturm und Wind, so ist Sybilla (29. April) uns gelind.

## Bekannte Namensträgerinnen
Mittelalter 
- Rosine von Baden (1487–1554), badische Markgräfin und durch Ehe Gräfin von Hohenzollern-Haigerloch
- Rosina von Graben von Rain (im 15. Jahrhundert–1534), Edelfrau und Burggräfin

Neuzeit 
- Rosina Regina Ahles (1799–1854), deutsche Schauspielerin und Ehefrau von Albert Lortzing
- Rosina Anselmi (1876–1965), italienische Schauspielerin
- Rosina M. Bierbaum (* 1952), US-amerikanische Ökologin
- Rosina Bulwer-Lytton (1802–1882), britische Schriftstellerin
- Rosine De Dijn (* 1941), belgische Schriftstellerin
- Rosine Delamare (1911–2013), französische Kostümbildnerin
- Rosine Faugouin (1930–2018), französische Sprinterin
- Rosina Ferrara (1861–1934), italienisches Modell und Muse verschiedener Künstler
- Rosina Ferrario (1888–1957), italienische Pilotin
- Rosina Gschwind-Hofer (1841–1904), Schweizer Lehrerin und Frauenrechtlerin
- Rosina Hecht (1905–1961), deutsche Sängerin, Schauspielerin und Kabarettistin siehe Gerty Godden
- Rosina ǁHoabes (* 1962), namibische SWAPO-Politikerin
- Rosina Kambus, auch Rozina Cambos, (1951–2012), rumänisch-israelische Schauspielerin
- Rosina Kuhn (* 1940), Schweizer Kunstmalerin
- Rosina Lawrence (1912–1997), kanadisch-amerikanische Schauspielerin, Sängerin und Tänzerin
- Rosine Lemon geb. Jones (* um 1945), US-amerikanische Badmintonspielerin
- Rosina Lhévinne (1880–1976), russisch-amerikanische Pianistin und Musikpädagogin
- Rosine Elisabeth Menthe (1663–1701), morganatische Ehefrau Herzog Rudolf Augusts von Braunschweig-Wolfenbüttel
- Rosina Penco (1823–1894), italienische Opernsängerin (Sopran)
- Rosine Jozef Perelberg (* 1951), britische Psychoanalytikerin
- Rosina Dorothea Schilling-Ruckteschel (1670–1744) war eine pietistische Schriftstellerin der Barockzeit
- Rosina Schneeberger (* 1994), österreichische Skirennläuferin
- Rosina Schnorr (1618–1679), Unternehmerin im Erzgebirge und Ehefrau des Hammerherrn Veit Hans Schnorr
- Rosina Maria Schwarzmann (1705–1755), bayerische kurfürstliche Kammersängerin, siehe Rosa Bavarese
- Rosina Emmet Sherwood (1854–1948), US-amerikanische Malerin
- Rosine Speicher (1884–1967), deutsche Frauenrechtlerin und Redakteurin
- Rosine Stoltz (1815–1903), französische Opernsängerin
- Rosina Storchio (1872–1945), italienische Sopranistin und Opernsängerin
- Rosina Viva (1899–1983), italienische Malerin der Naiven Kunst
- Rosina Wachtmeister (* 1939), österreichische Künstlerin

Zwischenname
- Henriette Rosine Bernard (1844–1923), französische Schauspielerin, siehe Sarah Bernhardt
- Anna Rosina de Gasc (1713–1783), deutsche Porträtmalerin
- Johanne Henriette Rosine Hendel-Schütz (1772–1849), deutsche Schauspielerin und Pantomimin, siehe Henriette Hendel-Schütz
- Charlotte Sofie Christiane Rosine von Krogh (1827–1913), deutsch-dänische Malerin, siehe Charlotte von Krogh
- Anna Rosina Marquard (* um 1610), Frau des Lübecker Bürgermeisters Johann Marquard
- Henriëtte Rosina Dorothea van der Meij (1850–1945), niederländische Journalistin, siehe Henriëtte van der Meij
- Christiane Rosine Spitzel (1710–1740), deutsche Kupferstecherin, Dichterin sowie Schriftstellerin
- Johanna Rosine Wagner, geb. Pätz (1774–1848), deutsche Bäckerstochter, Mutter des Komponisten Richard Wagner

## Fiktive Personen
- Gräfin Rosina, die Frau des Grafen Almaviva in Die Hochzeit des Figaro von Wolfgang Amadeus Mozart
- Rosina in Der Barbier von Sevilla von Gioachino Rossini
- Baronin Rosina in La finta semplice von Wolfgang Amadeus Mozart
- Rosine Müller, Protagonistin des Romanes Der Lar von Wilhelm Raabe